# Don McNeill
William Donald »Don« McNeill, ameriški tenisač, * 30. april 1918, Chickasha, Oklahoma, ZDA, † 28. november 1996, Vero Beach, Florida, ZDA.
Don McNeill je v posamični konkurenci leta 1939 osvojil Amatersko prvenstvo Francije in leta 1940 Nacionalno prvenstvo ZDA, obakrat je v finalu premagal Bobbyja Riggsa. V konkurenci moških dvojic je leta 1939 osvojil Amatersko prvenstvo Francij in leta 1944 Nacionalno prvenstvo ZDA, kjer se je še enkrat uvrstil v finale, kot tudi leta 1944 v konkurenci mešanih dvojic. Leta 1965 je bil sprejet v Mednarodni teniški hram slavnih.

## Finali Grand Slamov

### Posamično (2)

#### Zmage (2)
| Leto | Turnir                       | Nasprotnik v finalu | Rezultat finala         |
| 1939 | Amatersko prvenstvo Francije | Bobby Riggs         | 7–5, 6–0, 6–3           |
| 1940 | Nacionalno prvenstvo ZDA     | Bobby Riggs         | 4–6, 6–8, 6–3, 6–3, 7–5 |

### Moške dvojice (3)

#### Zmage (2)
| Leto | Turnir                       | Partner        | Nasprotnika v finalu         | Rezultat finala          |
| 1939 | Amatersko prvenstvo Francije | Charles Harris | Jean Borotra Jacques Brugnon | 4–6, 6–4, 6–0, 2–6. 10–8 |
| 1944 | Nacionalno prvenstvo ZDA     | Bob Falkenburg | Bill Talbert Pancho Segura   | 7–5, 6–4, 3–6, 6–1       |

#### Porazi (1)
| Leto | Turnir                   | Partner        | Nasprotnika v finalu        | Rezultat finala           |
| 1946 | Nacionalno prvenstvo ZDA | Frank Guernsey | Gardnar Mulloy Bill Talbert | 6–3, 4–6, 6–2, 3–6, 18–20 |

### Mešane dvojice (1)

#### Porazi (1)
| Leto | Turnir                   | Partner       | Nasprotnika v finalu          | Rezultat finala |
| 1944 | Nacionalno prvenstvo ZDA | Dorothy Bundy | Margaret Osborne Bill Talbert | 2–6, 3–6        |